# Chipka (ville)
Pour les articles homonymes, voir Chipka.
Chipka (en bulgare : Шипка) est une petite ville située dans le centre de la Bulgarie, à 163 km à l'est de la capitale Sofia

## Géographie
La ville de Chipka se trouve à l'extrémité nord de la plaine Thrace, au pied de la chaîne du Grand Balkan.
| 1887 | 1910 | 1934  | 1946  | 1956  | 1965  | 1975  | 1985  | 1992  |
| ---- | ---- | ----- | ----- | ----- | ----- | ----- | ----- | ----- |
| -    | -    | 2 390 | 2 200 | 2 142 | 1 996 | 2 000 | 1 924 | 1 734 |

| 2001  | 2005  | 2008  | 2011  | - | - | - | - | - |
| ----- | ----- | ----- | ----- | - | - | - | - | - |
| 1 492 | 1 579 | 1 497 | 1 310 | - | - | - | - | - |

## Histoire
Le territoire où se situe la ville actuelle est habité, depuis le XIe siècle av. J.-C., par des Thraces. Leur culture connaît une période florissante entre le VIe siècle av. J.-C. et le IIe siècle av. J.-C., dont il reste plusieurs vestiges dans les environs de Chipka. La région fut conquise, au Ier siècle, par l'Empire romain.
Le village de Chipka fut bâti, lors des affrontements entre le Deuxième État bulgare et l'Empire ottoman afin de contrôler le Col de Chipka qui permet de traverser la partie centrale du Grand Balkan.
Lors des combats pour la libération de la Bulgarie, la Bataille de Chipka se déroula au nord du village, pour le contrôle du Mont Chipka.

## Galerie

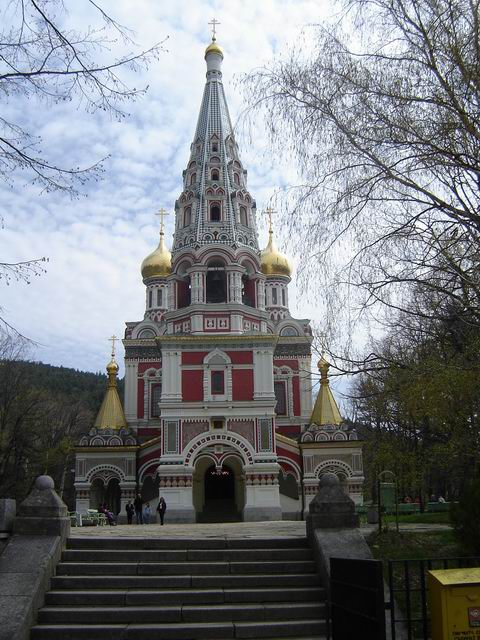
Le Temple-mémorial de Chipka
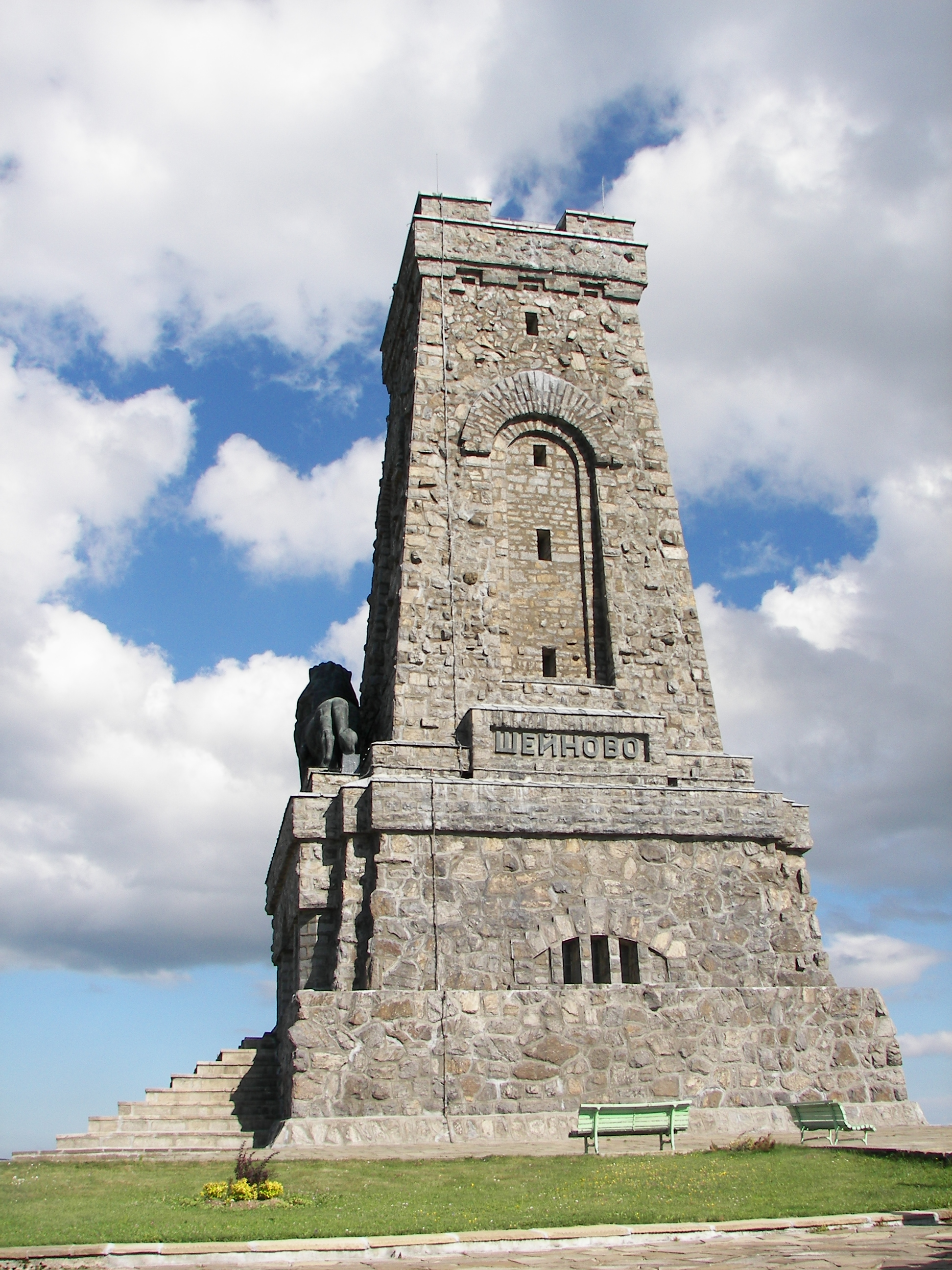
Le Mémorial de Chipka
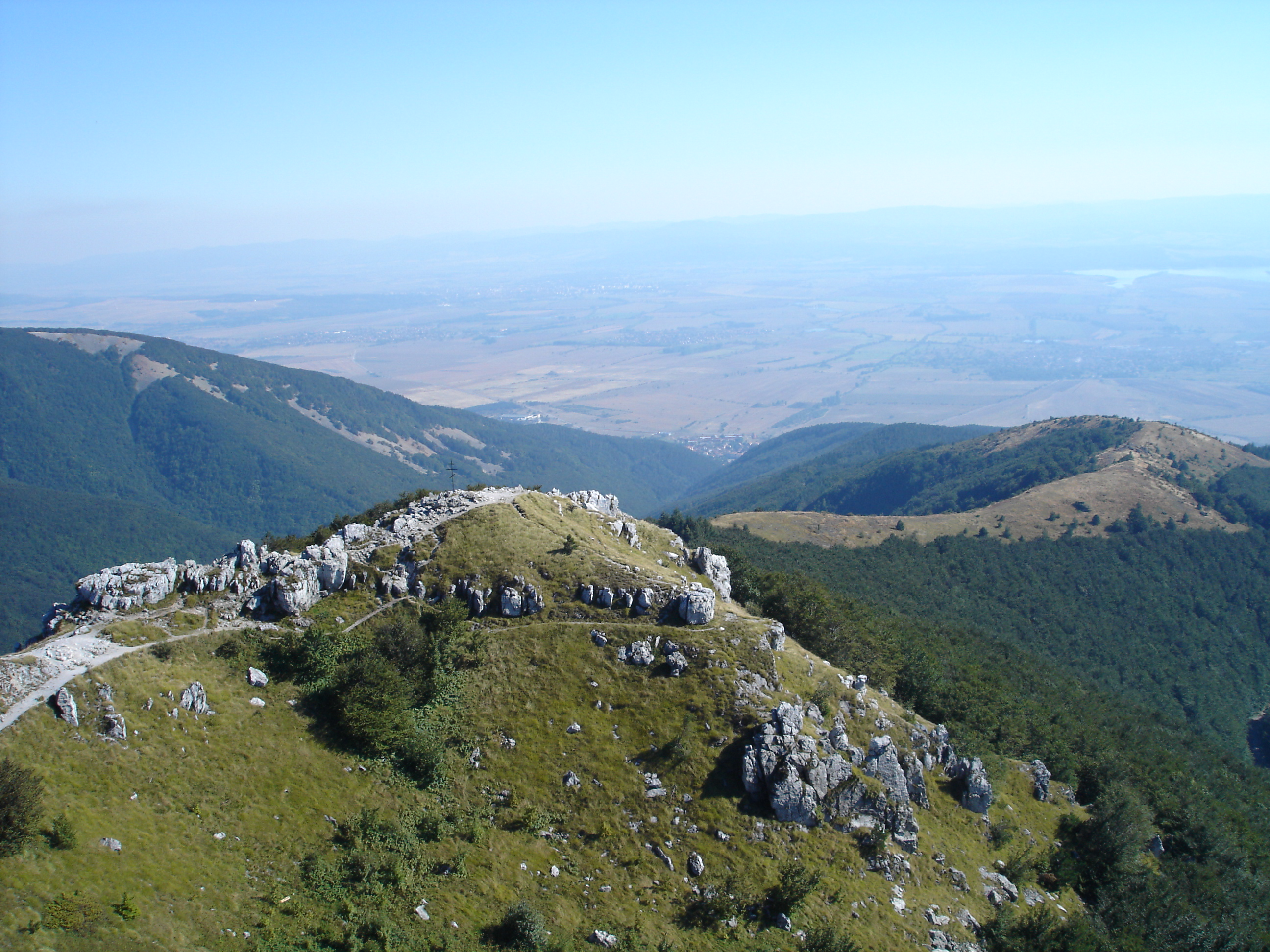
Le Mont Chipka et la ville en bas dans la vallée